# Xuwulong

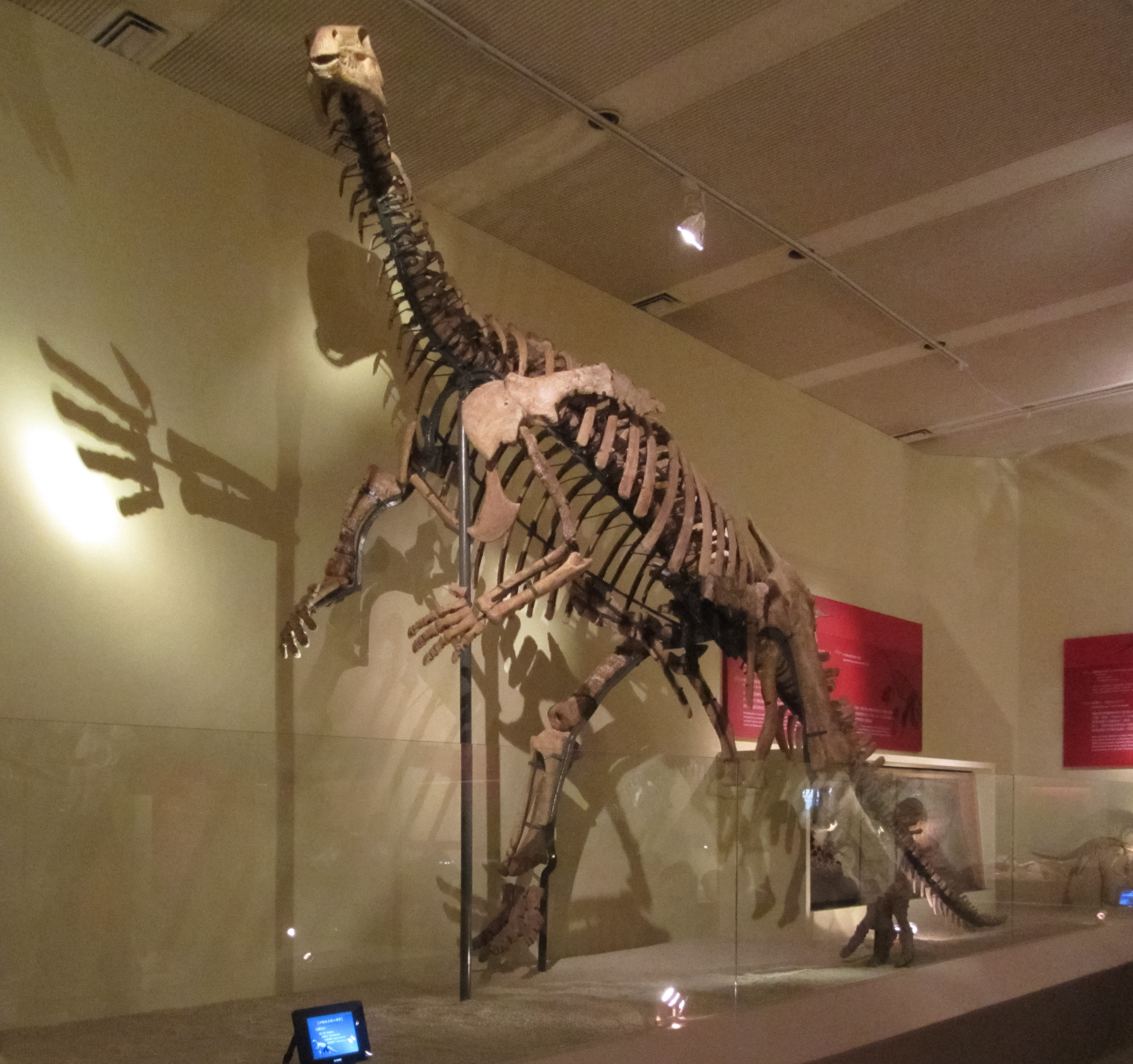
Squelette de Xuwulong

Xuwulong yueluni
Genre
Espèce
Xuwulong est un genre éteint de dinosaures Hadrosauroidea de la période du Crétacé inférieur. Il vivait au début du Crétacé (âge aptien-albien) dans ce qui est aujourd'hui le bassin de Yujingzi dans la région de Jiuquan, province de Gansu au nord-ouest de la Chine. Il est connu par l'holotype - GSGM F00001, un spécimen articulé comprenant un crâne complet, un squelette axial presque complet et une ceinture pelvienne gauche complète du groupe Xinminpu. Xuwulong a été nommé par You Hailu, Li Daqing et Liu Weichang en 2011 et l'espèce type est Xuwulong yueluni ; le nom binomial dans son ensemble fait référence au professeur Wang Yue-lun ; « Xu-wu » est son nom de courtoisie,.